# 御招霊
御招霊（おしょうれい、おしょうらい）は、日本の盂蘭盆（うらぼん）の年中行事の一つでお盆に先祖の霊があの世から帰ってくるとされるものを迎える、または招く迎え火の一つ。ごしょうらいやごしょうれいと呼んだり、お招霊とも書かれる。

## 概要
先祖が帰ってくるのに道が暗いと困るので明かりを持って迎える意味を持っている。迎え火に対して、お盆の後にあの世に戻って行く先祖の霊を送り出す送り火に相対するものである。旧暦の7月15日のお盆前の13日に行われた行事で、村落の数人の青年がやっと持ち上げられる程の重さの大きな松明（たいまつ）をそれぞれが持ち、大きく振り回して練り歩くものである。直径7-10センチ程の太さ、背丈の1.3-1.5倍程の長さの孟宗竹に稲藁（いなわら）や麦藁の束を縛り付け、火を付けて松明とする。また火持ちを良くするために杉の葉なども混ぜることがある。
松明の火の粉も飛び火の用心から川べりで行われたが、あの世である暗い彼岸から三途の川を渡ってこの世に帰ってくる川面を照らす道案内や目印の意味合いがある。血気盛んな若者であり、松明を大きく振り回すのは自然の成り行きでもあるが、風を切って火の勢いを増したり、火が消えないように満身の力で振り回す。大きな松明は燃え尽きるまで10-15分間ほどかかるが若者の年に一度の大仕事でもある。この迎え火を村落の青年以外の者達は離れた場所から見て、皆で共に先祖の霊を招き迎えることとなる。また、地域によっては大きな松明の周りを小さな松明を持って廻り『御座れ（ござれ）、御座れ』」と叫び、祖先の霊を呼び寄せたとされる。
他には盂蘭盆の年中行事とは別に、先祖や水子の御霊（みたま）を招き供養することなども御招霊（ごしょうれい）と呼ばれることもある。

## 迎え火と送り火
お盆において、先祖を迎えるこの御招霊の迎え火と再びあの世に帰る際の送り火のいずれかが行われる事が多く、両者とも行うとされることはあまり見当たらない。
送り火が家庭の玄関先や庭で行われるものから京都の五山送り火など大規模なものまで現在も行事として行われるが、村落あげての大がかりな迎え火であるこの御招霊の慣習は高度経済成長と言われた昭和40年代中頃までで終えている場合が多い。このことは予期せぬ野火に至る恐れがあったり、農家の減少で藁が十分に集められない、若者がサラリーマン化して日程の都合がつかないな、ダムの建設で山間部を離れる、過疎化や近代化など多くの古来からのそれぞれの地域の慣習や行事が消えて行く事と共通するものがある。
また、死者の霊そのものを「おしょらい」や「おしょらいさま」と呼び、「御招霊」とは違う漢字の表記の「お精霊」や「お精霊様」とする迎え火や送り火も京都のほか多くの地域で広く行われる。

## 御招霊の地域
- 北陸（浄土真宗の信者が多いとされる）[1][2]
  - 富山県
    - 中新川郡上市町[3][4]
    - 富山県立山町[5]
    - 高岡市金屋町[6]など

  - 石川県
    - 志賀町[7]など
    - 能美市（旧辰口町）山間部など[8]
    - 加賀市山中温泉、栢野大杉がある栢野など。

  - 福井県
    - 勝山市猪野口など[9]

### 類似の行事
- 秋田県
  - にかほ市象潟地域の「盆小屋行事」「来とうね」 - 2008年3月、国の記録選択無形民俗文化財[10]